# Anders Fannemel
Anders Fannemel (Hornindal,  13. svibnja 1991.) je norveški skijaš skakač. Aktualni je svjetski rekorder u skijaškim letovima. Postigao ga je u Vikersundu 15. veljače 2015., doskočivši na 251,5 metar. Time je srušio rekord Petera Prevca od dana prije za 1,5 metar. Natječe se za športski klub Hornindan IL i živi u Hornindalu. U Kontinentalnom pokalu debitirao je rujna 2008. u Lillehammeru. U Svjetskom kupu debitirao je prosinca 2009. u Lillehammeru. Tu je osvojio svoje prve bodove osvajanjem 10. mjesta.

## Vanjske poveznice
- Anders Fannemel Međunarodni skijaški savez (eng.)